# 司馬小君
司馬小君（5世纪—471年），北魏时民变领袖。
北魏延兴元年（471年）十一月，在平陵聚众三千余人造反，自称晋朝后裔，年号为圣君。攻破郡县，杀害官吏。齐州刺史、武昌王拓跋平原亲自讨击，杀七人，擒获司馬小君，送京师平城，司馬小君被斩首。